# Las hermanitas Mysteria
Las hermanitas Mysteria (The Spooky Sisters en la versión original) fue una miniserie de Jetix británica generada por computadora creada el año 2004 y emitida en Fox Kids , con sus 24 episodios ganó los premios emmy y globo de oro. A través de sus bloques de programación Mysteria e Insomnio y en Jetix , en los EE. UU. es emitida por Disney Channel. En la versión en español del título , basa su nombre en el previo bloque de programación "Mysteria" , en el cual relata las aventuras de Cecilia , Amelia y su múrcielago Boris los cuales deben investigar sobre rumores paranormales y comprobar si estos son ciertos.

## Personajes
- Cecilia: Es pelirroja, usa grande lentes, es la más inteligente del grupo y una experta en tecnología. Escéptica y ferviente creyente en la ciencia, incluso luego de pasar los espantos que ella y su hermana enfrentan se negaba a creer que habían enfrentado algo sobrenatural y que todo tiene una explicación científica, al punto de desesperar a Amelia.
- Amelia: Es rubia, tiene dos coletas hechas por dos adornos de cráneos y es un poco despistada pero hábil en el Bung Fu, un arte marcial sin ningún tipo de contacto, parodia del kung fu. Es la más creyente de las dos hermanas, le desespera el escepticismo y la negación de Cecilia a creer en lo sobrenatural, a pesar de las cosas que se han enfrentado.
- Boris: Un murciélago azul muy inteligente que siempre ayuda a las hermanas, aunque no puede hablar, por lo que se comunica a través de chillidos

## Episodios
- 1-Pterodáctilos
- 2-La Momia
- 3-El Holandés Errante
- 4-El Monstruo del Lago Ness
- 5-Lagarto come Hombres
- 6-Stonehenge
- 7-El Jinete sin Cabeza
- 8-El Hombre lobo
- 9-Atlántida
- 10-Pie Grande
- 11-Ovnis
- 12-El Minotauro
- 13-Zombis